# 福岡市立平尾小学校
福岡市立平尾小学校（ふくおかしりつ ひらおしょうがっこう）は、福岡県福岡市中央区平尾3丁目にある公立小学校。　

## 沿革
- 1943年（昭和18年）10月11日 - 警固国民学校、高宮国民学校の児童を一部編入し平尾国民学校開校。
- 1947年（昭和22年）4月1日 - 福岡市立平尾小学校に改称。
- 1952年（昭和27年）4月1日 - 校区を薬院大坪町、相割町、古浜町、伊福町、古小烏、塩入町、黒金町に拡大。

## 交通アクセス
- 福岡市地下鉄 薬院大通駅から徒歩7分。
- 西日本鉄道平尾駅から徒歩17分。